# パンゲン説
パンゲン説（パンゲンせつ、pangenesis、パンゲネシス）とは、チャールズ・ダーウィンが唱えた形質遺伝に関する仮説。「動植物の体の各部・各器官の細胞には自己増殖性の粒子であるジェミュール (gemmule) が含まれているとし、この粒子が各部において獲得した形質の情報を内部にため、その後に血管や道管を通して生殖細胞に集まり、それが子孫に伝えられ、子孫においてまた体の各器官に分散していって、親の特徴・形質が伝わるのだ」とする説である。

## 概説
チャールズ・ダーウィンが「飼養動植物の変異」(1868)の中で述べた説である。ダーウィンは用不用説を支持しており、用不用説の仕組みを説明しようとしてパンゲン説を提唱した。同文献でダーウィンは、環境の影響が「ジェミュール」に取り込まれて子孫に伝えられると述べて、獲得形質は遺伝すると説明したのである。ダーウィンは、この説を実験によって裏づけようともした。だが、それはうまくいかなかった。
ダーウィンの従弟であり遺伝学者でもあるフランシス・ゴルトンはパンゲン説に関して実験を行い、自著『遺伝の理論』(1875)においてこれを否定した。
生物学史的には扱われることがあるものの、現在では一般的に間違った説だと見なされている。